# Aulacophora frubstorferi
Aulacophora frubstorferi es un coleóptero de la familia Chrysomelidae.
Fue descrita científicamente por primera vez en 1891 por Duvivier.